# Asola
Asola es una localidad y comune italiana de la provincia de Mantua, región de Lombardía, con 10.056 habitantes.

## Evolución demográfica
| Gráfica de evolución demográfica de Asola entre 1861 y 2001 |
|                                                             |
| Fuente ISTAT - elaboración gráfica de Wikipedia             |